# 小林ベイカー央子
小林ベイカー央子（こばやしベイカーようこ、1966年1月10日 - ）は、フリーキャスター、十和田市現代美術館顧問。ニューロボティックス所属。元仙台放送アナウンサー。旧名は小林央子。

## 来歴・人物
青森県十和田市出身。青森県立三本木高等学校、日本大学芸術学部放送学科を卒業。
1989年に仙台放送にアナウンサー兼報道記者として入社。仙台放送スーパータイムなどを担当した。
1995年に仙台放送を退職後、イギリスに留学。帰国後は1998年から2005年にかけてNHK BS1の国際報道番組「ワールドリポート」などでキャスターを務めた。
2008年4月からは、自らも設立に携わった地元の十和田市現代美術館の特任館長に就任。2011年以降は顧問という形で運営に関わっている。
2016年現在は様々な仕事をこなしがら、イギリス人のパートナーとともに東京と十和田市を行き来する生活を送っている。

## 過去の担当番組

### 仙台放送
- FNN仙台放送スーパータイム

### フリーアナウンサー時代
- BSプライムタイム 「世界のリポート」（NHK衛星第1テレビ）
- 早起きチェック!（テレビ朝日） - CNN情報担当
- 私の仙台日記（KHB東日本放送）
- Woman of Infulence (FOX TV)

## 執筆
- 連載・アートの散歩道（東奥日報社）